# Antal Kocsis
Antal Kocsis (n. 17 noiembrie 1905, Budapesta, Austro-Ungaria – d. 25 octombrie 1994, Titusville⁠(d), Florida, SUA) a fost un boxer ce a reprezentat Ungaria, medaliat olimpic. A participat la o ediție a Jocurilor Olimpice (1928) în care a câștigat o medalie de aur.

## Participări
Lista de mai jos prezintă principalele competiții la care a participat Antal Kocsis de-a lungul carierei.
- boxing at the 1928 Summer Olympics – flyweight[*]